# Błagoewo (obwód Wielkie Tyrnowo)
Błagoewo (bułg. Благоево) – wieś w Bułgarii, w obwodzie Wielkie Tyrnowo, w gminie Strażica. W 2024 roku liczyła 424 mieszkańców.

## Historia
Dawna nazwa wsi to Rewisz. W 1893 roku zmieniono nazwę na Maria-Luizino (dekretem 308 z 11.06.1893); a w 1946 r. na Błagoewo na mocy rozporządzenia ministerialnego nr 6628, wydanego 29.11.1946 r. W 1904 roku powstało czitaliszte im. Iwana Kożucharowa.